# Steve Eastin
Steve Eastin (22 de junio de 1948) es un actor estadounidense que ha aparecido en casi 150 películas y series de televisión a lo largo de su carrera. 

## Biografía
Descendiente de la familia francesa D'Estaing, Eastin nació en Colorado, donde comenzó a estudiar actuación a sus seis años en un teatro local. Steve también actuó en dos musicales coreografiados por Micheal Bennet. Después asistió a la University of Northern Colorado, donde apareció en varias producciones del Little Theater of the Rockies, entre cuyos alumnos figuraba un joven Nick Nolte.
Después de la universidad, Eastin recibió una beca para enseñar en la University of Arizona, donde obtuvo su primer papel. Poco después, en 1974, cuando se mudó a Los Ángeles para proseguir su carrera interpretativa y nada más llegar se inscribió en el Charles Conrad Studio.
Mientras asistía a clase, Eastin se interesó en la enseñanza y así, en 1991, abrió su propia escuela de actuación, The Steve Eastin Studio. Allí los actores no leen el guion, ni preparan sus fragmentos o piensan acerca de qué o cómo se pueden leer sus líneas.

## Filmografía

### Películas
- Joe Kidd (1972)
- A Change of Seasons (1980)
- Cloud Dancer (1980)
- The Devil and Max Devlin (1981)
- Night Warning (1983)
- A Nightmare on Elm Street 2: Freddy's Revenge (1985)
- Gotcha! (1985)
- Field of Dreams (1989)
- Robot Wars (1993)
- Wagons East (1994)
- Ed (1996)
- Con Air (1997)
- Little Bigfoot 2: The Journey Home (1997) - Cavendish
- Austin Powers: The Spy Who Shagged Me (1999)
- Catch Me if You Can (2002)
- A Man Apart (2003)
- When a Stranger Calls (2006)
- The Black Dahlia (2006)
- Rails & Ties (2007)
- Up in the Air (2009)
- All Things Fall Apart (2012)
- Los asesinos de la luna (2023)

### Televisión
- Wonder Woman (1977)
- Little House on the Prairie (1977)
- CHiPS (1979)
- T.J. Hooker (1984)
- St. Elsewhere (1984)
- The A-Team (1985)
- Hill Street Blues (1985)
- MacGyver (1986)
- Moonlighting (1987)
- Matlock (1990)
- Seinfeld (1992)
- L.A. Law (1993)
- The X Files (1994)
- Murphy Brown (1996)
- Judging Amy (2000)
- NYPD Blue (2001)
- Gilmore Girls (2002)
- Burn (2007)
- Cold Case (2010)